# スティーヴ・ハーレイ&コックニー・レベル
スティーヴ・ハーレイ&コックニー・レベル（Steve Harley & Cockney Rebel）は、1970年代初期から活動するイギリスのロックバンド。

## 経歴
スティーヴ・ハーレイ（またはハーレー、ハーリー、Steve Harley, 本名：スティーヴン・マルコム・ロナルド・ナイス、Stephen Malcolm Ronald Nice, 1951年2月27日 ロンドン、デプトフォード - 2024年3月17日）は、ロンドンのニュー・クロス地区（en:New Cross）で育ち、Haberdashers' Aske's Hatcham College (en:Haberdashers' Aske's Hatcham College）で学んだ。音楽歴のスタートは1960年代後期で、大道芸で自作の曲を演奏していた。その当時の曲の何曲かは後にレコーディングされている。
1972年、ハーレイは、大道芸で一緒にフォークソングを演奏していたジョン・クロッカー（フィドル/マンドリン/ギター）と組んで、コックニー・レベルを結成した。他のメンバーはオーディションで選ばれた、ドラマーのスチュワート・エリオット、ベーシストのポール・ジェフリーズ、キーボーディストのミルトン・リーム・ジェームズである。ギグを5回やった直後、EMIと契約した。ファースト・シングルのロック・バラード『悲しみのセバスチャン（Sebastian）』は全英シングルチャートではふるわなかったものの、ヨーロッパで成功を収めた。1973年にリリースされたデビュー・アルバム『美しき野獣の群れ（ヒューマン・メナジュリー）』（en:The Human Menagerie）は絶賛される。
ハーレイは自己拡大と音楽ジャーナリズムとの深い溝に苛立つのを何とか切り抜け、そのうえで音楽そのものは熱狂的に賞賛され、多くのファンを得た。しかし、ハーレイがバンドを自分の付属物と考えていることが徐々に明らかになり、セカンド・シングル『Judy Teen』がチャートの上位になったにもかかわらず、ハーレイと他のメンバーとの間にはぎくしゃくした関係が残った。続くアルバム『さかしま（サイコモド、The Psychomodo）』は、グループが真の才能を持っていることを知らしめる冒険的・野心的作品で、シングル・リリースされた『ミスター・ソフト（Mr. Soft）』はビッグ・ヒットとなり、1974年のMost Outstanding New Actに選ばれたものの、この頃にはバンド内の問題は頂点に達し、大成功を収めたUKツアー終了と同時に、スチュワート・エリオットを除くメンバー全員が脱退した。BBCの『トップ・オブ・ザ・ポップス』に出演の決まっていたハーレイは、スタジオ・ミュージシャンのサポートを得なければならなかった。
それ以降、コックニー・レベルというバンドは名ばかりのバンドとなってしまった。良くも悪くもハーレイのソロ・プロジェクトだった。1974年、ビートルズのレコーディング・エンジニア、アラン・パーソンズのプロデュースでサード・アルバム『The Best Years of Our Lives』をリリースした。シングル・リリースされた『メイク・ミー・スマイル』（en:Make Me Smile (Come Up and See Me)）は全英シングルチャート第1位に輝き、バンド最高のヒットとなった。2002年のテレビ・インタビューの中でハーレイは、歌詞について、聞いた感じは楽しいコーラスでわからないだろうが、実際は自分を見捨てた昔のメンバーへの報復だったと語っている。
1974年以降ハーレイは成功と裏腹に名声が色あせてくることにもがき苦しんだ。それでもアラン・パーソンズ・プロジェクトの『サム・アザー・タイム（Some Other Time）』や1977年のアルバム『アイ・ロボット』（en:I Robot (album)）にボーカリストとして参加した。1979年にソロ・アーティストとして地味にカムバックし、モータウン（Tamla）にインスパイアされた『Freedom's Prisoner』をリリースしたが、全英チャートトップ40に届かなかった。1980年代はアンドルー・ロイド・ウェバーの『オペラ座の怪人』に短い期間出演した。1980年代後半と1990年代は昔のコックニー・レベルの曲でツアーを再開した。
1988年、オリジナル・メンバーのベーシストだったポール・ジェフリーズが、パンアメリカン航空103便爆破事件の犠牲者として亡くなった。新妻との新婚旅行中だった。
ハーレイはその後、何枚かのソロ・アルバムを発表した。『Yes You Can』（1992年）、『Poetic Justice』（1996年）。2005年の『The Quality of Mercy』で、1970年代以降初めて「スティーヴ・ハーレイ&コックニー・レベル」名義のアルバムとなった。現在のツアー・バンド、コックニー・レベル・マークIII（Cockney Rebel Mark III）の中でオリジナル・メンバーは、ハーレイとドラマーのスチュワート・エリオットのみである。
2006年、EMIはスティーヴ・ハーレイ&コックニー・レベルとハーレイのソロ作品を収録した3枚組CDボックス・セットのコンピレーション・アルバムをリリースした。
2007年7月25日にポーランドのワルシャワで、同年7月28日にはロシアのサンクトペテルブルクで公演を行った。どちらもローリング・ストーンズのオープニング・アクトだった。
キーボーディストのミルトン・リーム・ジェームズは何人かのミュージシャンとBanana Rebel'を設立し、CD『Top Banana』をリリースした。このアルバムはインターネットで入手することができる。
2015年、BBCの人気番組『トップ・ギア』において、四方山情報として「スティーヴ・ハーレイがスピード違反で1000ポンド（約18万円）という多額の罰金を請求された」と伝え、「『メイク・ミー・スマイル』をダウンロードして皆で助けよう。『メイク・ミー・スマイル』基金だ。」と司会者のジェレミー・クラークソン、ジェームズ・メイらが呼びかけたのに対し、視聴者が呼応し、itunesでトップ30、Amazon.ukではトップ15に、全英チャートでは72位に入るヒットとなった。
2023年12月、ハーレイは自身の公式サイトで、癌を患っていることを公表した。 
2024年3月17日の朝、ハーレイがサフォークの自宅で死去したことが、彼の家族によって明らかにされた。

## コックニー・レベル在籍メンバー
- ジョン・クロッカー（John Crocker） - ヴァイオリン/マンドリン/ギター（1972年 - 1974年）
- ポール・ジェフリーズ（Paul Avron Jeffreys, 1952年2月13日 - 1988年12月21日） - ベース（1973年 - 1974年）
- ミルトン・リーム・ジェームズ - キーボード（1973年 - 1974年）
- スチュワート・エリオット - ドラム（1973年 - 1977年、2006年）
- ジム・クレガン（Jim Cregan, 1946年3月9日 サマセット - ） - ギター（1975年 - 1977年）
- ダンカン・マッケイ（Duncan MacKay, 1950年7月2日 - リーズ - ） - キーボード（1975年 - 1977年）
- ジョージ・フォード（George Ford） - ベース（1975年 - 1977年）

## ディスコグラフィ（イギリス）
（発表年とUKチャート最高位）

### シングル
- 悲しみのセバスチャン（Sebastian） - 1973年。
- Judy Teen - 1974年。第5位。
- ミスター・ソフト（Mr. Soft） - 1974年。第8位。
- ビッグ・ビッグ・ディール（Big Big Deal） - 1974年。
- メイク・ミー・スマイル（Make Me Smile (Come Up and See Me)） - 1975年。第1位。
- Mr. Raffles (Man It Was Mean) - 1975年。第13位。
- Black Or White - 1975年。
- White White Dove - 1976年。
- ヒア・カムズ・ザ・サン（Here Comes the Sun） - 1976年。第10位。ビートルズのカバー。
- I Believe (Love's A Prima Donna - 1976年。第41位。
- Best Years of Our Lives (live) - 1977年。
- Freedom's Prisoner - 1979年。第58位。
- Ballerina (Prima Donna) - 1983年。第51位。
- オペラ座の怪人（The Phantom of the Oper） - 1986年。第7位。サラ・ブライトマンと。
- メイク・ミー・スマイル（Make Me Smile (Come Up and See Me)） - 1992年。第46位。再発。
- メイク・ミー・スマイル（Make Me Smile (Come Up and See Me)） - 1995年。第33位。再々発。
- メイク・ミー・スマイル（Make Me Smile (Come Up and See Me)） - 2005年。第55位。30周年記念リミックス。
- メイク・ミー・スマイル（Make Me Smile (Come Up and See Me)） - 2015年。第72位。

### アルバム
（コックニー・レベル名義）
- 美しき野獣の群れ（ヒューマン・メナジュリー、The Human Menagerie） - 1973年。
- さかしま（サイコモド、The Psychomodo） - 1974年。第8位。

（スティーヴ・ハーレイ&コックニー・レベル名義）
- The Best Years of Our Lives - 1975年。第4位。
- Timeless Flight - 1976年。第18位。
- Love's A Prima Donna - 1976年。第28位。
- Face To Face - A Live Recording - 1977年。第40位。
- The Quality of Mercy - 2005年。
- Birmingham (Live with Orchestra & Choir) - 2013年

（スティーヴ・ハーレイ名義）
- Hobo With A Grin - 1978年。
- The Candidate - 1979年。
- Yes You Can - 1992年。
- Poetic Justice - 1996年。
- Stranger Comes to Town - 2010年

（ザ・スティーヴ・ハーレイ・バンド名義）
- Anytime! (A Live Set)